# Коймла (природна територія)
Приро́дна терито́рія Ко́ймла (ест. Koimla loodusala) — природоохоронна територія в Естонії, у волості Ляене-Сааре повіту Сааремаа. Входить до Європейської екологічної мережі Natura 2000.
Загальна площа — 31,8 га.
Природна територія утворена 16 грудня 2010 року.

## Розташування
На захід від заповідника розташовується село Коймла.

## Опис
Метою створення об'єкта є збереження 2 типів природних оселищ (Директива 92/43/ЄЕС, Додаток I):
| Код   | Тип оселища                                                     | Площа, га |
| ----- | --------------------------------------------------------------- | --------- |
| 9050  | Феноскандійські ліси з Picea abies і багатим трав'яним покривом | 10,1      |
| 9080* | Феноскандійські листопадні заболочені ліси                      | 5,6       |